# عصب ظهراني للقضيب
العصب الظهراني للقضيب (بالإنجليزية: Dorsal nerve of the penis)‏ هو عصب يتَفرعُ من العصب الفرجي.

## مساره
تدخلُ هذه الأعصاب إلى الجيبة العجانية العميقة، حيثُ تسير على طول الحافة الجانبية للجيبة، ثم تخرجُ بالمرور للأسفل عبر الغشاء العجاني. تقوم هذه الأعصاب بحمل الإحساس من القضيب، خصوصًا من الحشفة.